# Внешняя политика Турции
Внешняя политика Турции — это общий курс Турции в международных делах. Внешняя политика регулирует отношения Турции с другими государствами. Реализацией этой политики занимается министерство иностранных дел Турции.

## История
Со времён окончания Второй мировой войны Турция рассматривала Советский Союз в качестве главного соперника на международной арене, с которым была общая граница протяжённостью 590 километров. В 1952 году опасения Турции насчет политики СССР стали настолько сильны, что турецкие политики решили присоединиться к Соглашению о коллективной обороне между США и Европой (НАТО). Участие в НАТО сделало Турцию стороной конфликта в Холодной войне, которая продолжалась в международной политике около сорока лет. В 1960-х годах отношения Турции с СССР несколько потеплели, что привело к подписанию нескольких двусторонних соглашений об экономическом сотрудничестве в 1970-х годах. Однако, советское вторжение в Афганистан в 1979 году спровоцировало рост опасений турецких политиков по поводу советского экспансионизма и привело к охлаждению отношений, которое продолжалось более пяти лет. Начиная с середины 1980-х годов Турция постепенно возобновляла отношения с СССР. Анкара и Москва заключили ряд соглашений, в том числе разрабатывался план по транспортировке природного газа из советских газовых месторождений в Турцию. Экономические и дипломатические связи между двумя странами прекратились, когда Советский Союз распался на пятнадцать независимых государств.
В 1991 году власти Турции стали пересматривать свою внешнюю политику в связи с изменившейся геополитической обстановкой после распада СССР[уточнить] и начала военной кампании стран международной коалиции против Ирака (с 17 января 1991). Оба эти события глубоко затронули Турцию, так как Советский Союз был соседом на севере и востоке, а Ирак был соседом на юге. С 1991 года в регионе началась политическая нестабильность, многие турецкие политики опасались возможных негативных последствий для своей собственной страны. Тем не менее, другие политики Турции посчитали, что эти геополитические события предоставили Турции уникальную возможность восстановить своё историческое влияние в качестве моста между двумя регионами, в которых она имела лишь незначительное присутствие после распада Османской империи.
Для Турции следствием распада Советского Союза стала замена одного крупного, мощного и в целом предсказуемого соседа на несколько территориально небольших соседей, которые характеризуются внутренней нестабильностью и неспокойной внешней политикой. Как и большинство государств, Турция воспринимает Россию как правопреемника Советского Союза. В конце 1991 года турецкие официальные лица не могли определиться с тем, какую роль играет Россия в Содружестве Независимых Государств (СНГ), но старались избежать противостояния традиционному противнику. Дипломатические контакты Турции с Россией и СНГ были сосредоточены на пересмотре многочисленных соглашений о техническом и экономическом сотрудничестве между Советским Союзом и Турцией, которые продолжили действовать после распада СССР. Турция также инициировала проведение многосторонних встреч с лидерами пяти государств, которые имеют общую морскую границу в Чёрном море — России, Грузии, Украины, Болгарии и Румынии, по вопросам экономического сотрудничества.
В Закавказье и Центральной Азии, где Турция больше всего стремилась установить своё влияние, Анкара была вынуждена действовать с оглядкой на Москву. После декабря 1991 года усилия Турции по увеличению влияния в соседнем Закавказье были ограничены не столько Россией, сколько политическими реалиями, возникшими в самом регионе. Все три новые страны региона: Армения, Азербайджан и Грузия имеют сухопутные границы с Турцией, поэтому политические и экономические лидеры страны рассматривали их как партнёров для реализации проектов в области торгово-экономического развития. Партия Отечества Тургута Озала и Демократическая партия премьер-министра страны Сулеймана Демиреля поддержали идею расширения связей с Азербайджаном, нефтедобывающей страной, население которой говорит на азербайджанском языке, похожем на турецкий язык.
Почти все основные партии Турции высказали недовольство относительно существования независимой Армении, вероятно, из-за исторического конфликта между армянами и турками. В начале 1990-х годов возрождение вражды между странами казалось неизбежным, так как Армения и Азербайджан стали воевать за Нагорный Карабах, этническое армянское большинство которого пыталось отделиться от Азербайджана. Турция заняла официальную нейтральную позицию в конфликте, хотя и симпатизировала азербайджанским властям. В 1992 и 1993 годах общественное мнение турок против политики Армении стало особенно негативным, когда военные успехи армянских войск заставили десятки тысяч азербайджанских беженцев переместиться на территорию Турции. В ответ, Турция стала оказывать экономическое давление на Армению, закрыв трансграничные дороги по перевозке грузов в страну, не имеющую выхода к морю, и сократив поставки турецкой электроэнергии в армянские города. Однако членство Турции в НАТО и Организации по безопасности и сотрудничеству в Европе, её озабоченность насчет общей региональной нестабильности (в соседней Грузии шла гражданская война), опасения по поводу непредсказуемой ответной реакции иранских и российских властей, в совокупности сдержали Турцию от оказания прямой военной помощи Азербайджану.
В 1993 году президент Азербайджана Абульфаз Эльчибей был свергнут, одной из причин стало разочарование азербайджанской элиты в протурецком правительстве страны. Это неожиданное политическое событие в Баку стало серьёзным ударом по турецкой политике. Новый режим в Азербайджане стал прохладным по отношению к Турции, а также решил развивать дружественные отношения с Ираном и Россией. Эти события привели к выступлению оппозиционных депутатов в Великом национальном собрании Турции, которые обвинили правительство премьер-министра Тансу Чиллер в потере союзника Азербайджана. По состоянию на конец января 1995 года политическое влияние Анкары на Баку было ограничено, хотя общее культурное влияние Турции в Азербайджане продолжало оставаться сильным.
Политика Турции в Центральной Азии оказалась более успешной, чем на Закавказье. Как и в случае с Азербайджаном, чувство пантюркистской солидарности вызвало интерес Турции к расширению связей со следующими странами: Казахстан, Кыргызстан, Туркменистан и Узбекистан. В апреле 1992 года, в первый год своего пребывания в должности премьер-министра, Сулейман Демирель отправился в центральноазиатский регион, чтобы продвигать Турцию как политическую модель развития для стран Центральной Азии. Он продвигал Турцию не только как успешный пример того, чего смогла достичь независимая тюркская страна, но и как более подходящую модель государственного устройства, чем исламская альтернатива, предлагаемая Ираном, который считался основным соперником Турции за влияние в регионе. Впоследствии Турция заключила многочисленные соглашения о культурной, экономической и технической помощи со странами Центральной Азии, в том числе с нетюркским Таджикистаном. Турция также оказала финансовую помощь для достижения полноправного членства стран Центральной Азии и Азербайджана в Организации экономического сотрудничества, где помимо Турции состояли также Иран и Пакистан. На практике, однако, у Турции не оказалось достаточных экономических ресурсов, чтобы играть центральную роль в Центральной Азии, к которой она стремилась. Поскольку у Ирана также было недостаточно капитала для оказания помощи и инвестиций в регионе, ожидаемое соперничество между Ираном и Турцией в центральноазиатском регионе не смогло перерасти в серьёзный конфликт. В апреле 1993 года президент Турции Тургут Озал совершил визит в страны Центральной Азии и неохотно признал, что Россия, а не Турция или Иран, стала доминирующей политической силой в регионе. Тем не менее, новые страны региона продолжили устанавливать дружественные отношения с Турцией. В ответ Турция переориентировала свою политику на то, чтобы сосредоточиться на укреплении двусторонних культурных связей и поощрении турецких частных инвестиций в регион. По состоянию на начало 1995 года Турция имела тесные дипломатические отношения с четырьмя тюркскими республиками Центральной Азии и установила хорошие отношения с персидскоязычным Таджикистаном.
Вслед за распадом Советского Союза последовал крах коммунистических режимов в Восточной Европе. Это событие положительно сказалось на отношениях Турции с Болгарией, которая граничит с турецкой областью Восточная Фракия. В период между 1985 и 1989 годами отношения между Турцией и Болгарией были сильно напряжены из-за кампании Болгарии по насильственной ассимиляции турецкого меньшинства, которое оценивалось в 900 000 человек и составляло примерно 10 % от общей численности населения страны. Этнические турки Болгарии стали протестовать против новой государственной политики, требующей от них изменить свои турецкие и мусульманские имена на болгарские и христианские, а также прекратить исламскую практику и общаться по-турецки на публике, что привело к ещё более жестоким репрессиям со стороны государства. Летом 1989 года примерно 320 000 турок бежали из Болгарии в Турцию, спасаясь от репрессий. Эти события вызвали международный кризис, а также спровоцировали внутренние волнения в Болгарии, которые способствовали падению коммунистического правительства. Впоследствии новое демократическое правительство Болгарии отменило противоречивый декрет об ассимиляции турок и предложило беженцам вернуться домой. В начале 1990-х годов отношения между Турцией и Болгарией стали неуклонно улучшаться, эти две страны заключили несколько двусторонних соглашений о торговле и технической помощи. Подобный дух сотрудничества проявился в соглашениях, подписанных Турцией с другими восточноевропейскими странами, в частности с Венгрией и Румынией.
В отличие от позитивного развития отношений с Болгарией турецкая дипломатия столкнулась с трудностями при распаде Югославии. Тяжелое положение мусульманского населения Боснии и Герцеговины во время гражданской войны, последовавшей за провозглашением независимости Боснии в 1992 году, вызвало у Турции желание оказать помощь боснийским мусульманам. Хотя правительство Турции поддержало миротворческие силы Организации Объединённых Наций (ООН) в Боснии и вспомогательную военную роль НАТО, но и критиковало их за недостаточную активность в разрешении конфликта. В середине 1990-х годов Турция выступала за более решительные меры против боснийских сербов и правительства Сербии, которую она обвиняла в предоставлении военной помощи боснийским сербам. Однако Турция не была готова предпринять односторонних шагов в Боснии, так как они могли бы противопоставить её партнёрам по НАТО.
2010-е
В 2016 году у Турции резко ухудшились отношения с западными державами после неудачной попытки военного переворота в этой стране. В августе 2016 года турецкое правительство пригласило высших дипломатов Ирана в страну, что было воспринято как сдвиг во внешней политике Турции; визит министра иностранных дел Ирана состоялся через несколько дней после встречи президента Турции Реджепа Тайипа Эрдогана со своим российским коллегой Владимиром Путиным, в ходе которого оба лидера согласились нормализовать связи после инцидента с уничтожением российского Су-24 в Сирии.
По состоянию на 2017 год Турция не признаёт существование Республики Кипр и поддерживает отношения с Турецкой Республикой Северного Кипра.
2020: поддержка Азербайджана в его войне за Карабах.
Морская доктрина «Голубая Родина» (пришла на смену «Нулевых проблем с соседями» и «Стратегической глубины»).

## В гуманитарной области
Турция проводит гуманитарную политику в странах мира посредством Турецкого агентства по сотрудничеству и координации (TIKA), Фонда просвещения Турции (TMV).
Также с помощью Управления по делам диаспоры и соотечественников за рубежом при правительстве Турции (YTB) координируются действия в этой сфере.

## Отношения с США
В 1831 году Соединённые Штаты Америки установили дипломатические отношения с Османской империей. После окончания Первой мировой войны была основана Турецкая Республика, с которой США установили дипломатические отношения в 1927 году. 12 июля 1947 года было подписано Соглашение об экономическом и техническом сотрудничестве, что стало логическим продолжением политики США по оказанию помощи Турции в рамках Доктрины Трумэна, призванной помочь ей противостоять угрозам со стороны Советского Союза. Общий интерес к сдерживанию советской экспансии создал фундамент для крепких отношений между США и Турцией в течение следующих сорока лет. Турция заняла сторону США в Холодной войне: в 1950 году направила подразделения вооружённых сил для участия в Корейской войне (1950-53), присоединилась к НАТО в 1952 году, в 1955 году стала одним из организаторов Организации центрального договора, а также одобрила принципы Доктрины Эйзенхауэра в 1957 году. В течение 1950-х и 1960-х годов Турция также сотрудничала с другими союзниками Соединённых Штатов Америки на Ближнем Востоке (Иран, Израиль и Иордания) с целью сдерживания влияния Египта, Ирака и Сирии, которые поддерживали советскую политику.
2010-е: разрыв контракта по поставкам F-35 (из-за закупок у России комплексов С-400).

## Отношения с ЕС
Турция исторически имела тесные связи с ЕС, с 1964 года она имеет соглашение об ассоциации, с 1995 года находится в таможенном союзе с ЕС и подала заявку на вступление в 1987 году.

## Отношения с Африкой
В Африке посредством TIKA, TMV осуществляются гуманитарные проекты.
Осуществляются проекты в Эфиопии, Кении, Сенегале. В год Агентством по сотрудничеству и координации реализуется в Африке 400 проектов. Проекты осуществляются в сферах: доступ к чистой воде, борьба с голодом, безработица, образование.